# Daniel Rovan
Daniel Rovan (* 26. ledna 1964) je český politik ODS, v letech 2006–2010 poslanec Parlamentu ČR.

## Biografie
Vystudoval Střední průmyslovou školu elektrotechnickou a pak Pedagogickou fakultu Univerzity Karlovy. Následně prodělal základní vojenskou službu, pak krátce působil jako učitel a později nastoupil na manažerskou pozici ve soukromé stavební a obchodní firmě. Od roku 1994 byl vedoucím finančního či ekonomického odboru na různých úřadech. Je podruhé ženatý, má dvě dcery.
Členem ODS je od roku 1999. V komunálních volbách roku 2002 a komunálních volbách roku 2006 byl zvolen do zastupitelstva městského obvodu Praha 14 za ODS. Profesně se uvádí k roku 2002 jako ekonom, v roce 2006 coby poslanec. V roce 2006 se uvádí jako zástupce starosty městské části Praha 14.
Ve volbách v roce 2006 byl zvolen do poslanecké sněmovny za ODS (volební obvod Praha). Působil jako člen rozpočtového výboru a v letech 2008–2010 i jako člen ústavněprávního výboru sněmovny. Ve sněmovně setrval do voleb v roce 2010. Poslaneckou kariéru ukončil kvůli pochybnostem okolo svého majetku. Média informovala, že protizákonně pobíral odměny za členství ve statutárních orgánech České pošty. Hospodářské noviny také zjistily, že koupil vilu za 6,8 milionu Kč, ale do majetkového přiznání transakci neuvedl, protože formálně nemovitost vlastnil jeho tchán. Na dotazy pak Rovan uvedl, že v domě nebydlí, „jen tam přespává.“ Na aféru reagoval rezignací na stranické posty a zrušením své kandidatury v komunálních volbách roku 2010.
V roce 2011 nastoupil jako inspektor na Úřad na ochranu osobních údajů. Do funkce mu pomohli senátoři z jeho strany.